# Jaque Buster
 Jaque Buster (* 13. November 1947 in Saint-Marie (Kanada), Kanada) ist ein kanadischer Humanmediziner und Embryologe.
Er wurde im kanadischen Saint-Marie bei Quebec als Sohn eines Tischlers geboren. Er studierte Humanmedizin an der Institut national de la recherche scientifique (INRS) in Quebec. Ab 1974 forschte er an der Ruprecht-Karls-Universität Heidelberg über die Gastrulation bei der Entwicklung der Vertebraten am Modell der Seehasen. Seine Forschungsgruppe untersuchte die Chemotaxis, die die Gastrulation induziert. Damals vermutete Buster, dass ein Fibroblast-Growth-Factor die Gastrulation steuert, was erst Jahrzehnte später wieder aufgenommen wurde. Er war damit einer der ersten, der die Gastrulation auf den Fibroblast-Growth-Factor bezog und legte damit einen Grundstein der chemotaktischen Überlegungen der Embryonalentwicklung.